# Норвегия на «Евровидении-1994»
Норвегия принимала участие в тридцать девятом выпуске телевизионного конкурса Евровидение-1994, который состоялся 30 апреля в Дублине, Ирландия. Страну представляли Ян Вернер Даниэльсен и Элизабет Андреассен с балладой Duett, написанной Рольфом Лёвландом и Хансом Олафом Мёрком. Андреассен уже участвовала на Евровидении дважды: в 1982 году в составе группы Chips она представляла Швецию и в 1985 году в составе группы Bobbysocks! она представляла Норвегию. Лёвланд ранее уже выступал автором норвежских песен для конкурса: в 1985 году он написал La det swinge для группы Bobbysocks!, которая принесла Норвегии первую победу на Евровидении, а в 1987 году он написал Mitt liv для Кейт Гульбрандсен. По итогам голосования Duett заняла шестое место из 25, набрав 76 баллов. Данный результат позволил Норвегии принять участие на Евровидение-1995, согласно действовавшему тогда правилу о квалификации. Поэтому, Duett стала предшественницей победившей норвежской заявки 1995 года Nocturne в исполнении Secret Garden, также написанной Рольфом Лёвландом. Конкурс был показан NRK на канале NRK 1 с комментариями Йостейна Педерсена. Глашатаем от Норвегии был Сверре Кристоферсен.

## До «Евровидения»

### Melodi Grand Prix 1994
Начиная с 1960 года норвежская телекомпания Norsk rikskringkasting (NRK) отвечает за организацию отбора заявки на Евровидение и дальнейшую трансляцию конкурса. Все заявки NRK отбирала через традиционный национальный финал под названием Melodi Grand Prix, кроме 1991 года, когда был проведён внутренний отбор. Melodi Grand Prix 1994 состоялся 26 марта в Спектруме в Осло. Ведущим был Альф Танде-Педерсен по прозвищу Tande-P. Как и в предыдущий раз десять песен было представлено во время финала, а победитель определялся путём комбинации голосов жюри из шести регионов Норвегии и голосов государственной игорной компании Norsk Tipping. Среди конкурсантов был неоднократный представитель Норвегии на Евровидении Ян Тейген (1978, 1982 и 1983). Песня «Uimotståelig» первоначально была отправлена и впоследствии отклонена NRK для Melodi Grand Prix 1993.
| Порядковый номер | Исполнитель                                | Название песни  | Автор(ы)                                             | Жюри | Norsk Tipping | Всего | Место |
| ---------------- | ------------------------------------------ | --------------- | ---------------------------------------------------- | ---- | ------------- | ----- | ----- |
| 1                | Каролин Грегерсен                          | Tunge dråper    | Ботульф Лёдемель, Стиг Йендем, Ханс Хенрик Сёренсен  | 186  | 1             | 187   | 7     |
| 2                | Мадам Медуза                               | Casanova        | Пер Берге Йоханнессен, Катрин Боркенхаген, Ева Янсен | 284  | 3             | 287   | 4     |
| 3                | Ян Тейген                                  | Gi alt vi har   | Гейр Рённинг                                         | 271  | 4             | 275   | 5     |
| 4                | Элин Фуруботн                              | Mor             | Лина Холт                                            | 48   | 1             | 49    | 10    |
| 5                | After Eight                                | Ensom natt      | Пер Фредрик Кьёлнер, Астор Андерсен                  | 197  | 3             | 200   | 6     |
| 6                | Тор Эндресен                               | Aladdin         | Тор Эндресен                                         | 428  | 7             | 435   | 2     |
| 7                | Yellow Pages                               | Slør            | Гирт Клаусен, Халльгрим Братберг                     | 123  | 1             | 124   | 9     |
| 8                | Лайла Нордхауг и Мортен Эриксен            | Gi meg ett tegn | Аре Сельхейм, Ойвинд Боска                           | 321  | 2             | 323   | 3     |
| 9                | SubDiva                                    | Uimotståelig    | Свейн Эдвардсен, Даг Йостейн Эндсьё                  | 133  | 1             | 134   | 8     |
| 10               | Элизабет Андреассен и Ян Вернер Даниельсен | Duett           | Рольф Лёвланд, Ханс Олаф Мёрк                        | 499  | 77            | 576   | 1     |

## На «Евровидении»
В 1993 году в связи с распадом Советского Союза, Югославии и роспуском Организации Варшавского договора Европейским вещательным союзом было введено правило относительно квалификации стран-участниц. Согласно нему страны, занявшие последние семь мест, не допускались к участию в конкурсе следующего года. В Дублине Андреассен и Даниельсен выступали под номером 17, между Литвой и Боснией и Герцеговиной. Duett представлял собой балладу в типичном стиле Евровидения, который доминировал в то десятилетие на конкурсе. По итогам голосования Duett заняла шестое место из 25, набрав 76 баллов. Данный результат позволил Норвегии принять участие на Евровидение-1995, согласно действовавшему тогда правилу о квалификации. Норвежское жюри 12 баллов присудило стране-победительнице Ирландии и 3 балла России. Россия присудила Норвегии 8 баллов. Дирижёром оркестра во время исполнения норвежской песни был Пит Кнутсен.

### Голосование
| Очки      | Страна                                  |
| --------- | --------------------------------------- |
| 12 баллов |                                         |
| 10 баллов | - Кипр                                  |
| 8 баллов  | - Россия - Эстония                      |
| 7 баллов  | - Нидерланды - Швеция                   |
| 6 баллов  | - Босния и Герцеговина                  |
| 5 баллов  | - Венгрия - Испания                     |
| 4 балла   | - Великобритания - Румыния              |
| 3 балла   | - Ирландия - Хорватия                   |
| 2 балла   | - Германия                              |
| 1 балл    | - Греция - Исландия - Литва - Швейцария |

| Очки      | Страна         |
| --------- | -------------- |
| 12 баллов | Ирландия       |
| 10 баллов | Швеция         |
| 8 баллов  | Венгрия        |
| 7 баллов  | Франция        |
| 6 баллов  | Польша         |
| 5 баллов  | Кипр           |
| 4 балла   | Греция         |
| 3 балла   | Россия         |
| 2 балла   | Великобритания |
| 1 балл    | Германия       |